# Bullet Train
Bullet Train è un film del 2022 diretto da David Leitch.
La pellicola è l'adattamento cinematografico del romanzo del 2010 I sette killer dello Shinkansen (Maria Bītoru) scritto da Kōtarō Isaka.

## Trama
Yuichi Kimura assiste suo figlio Wataru, in coma in ospedale. Il padre di Yuichi lo rimprovera per non essere intervenuto in tempo, lasciando che il bambino venisse spinto giù da un tetto. A Tokyo, intanto, un ex assassino in terapia da uno psicologo riceve una chiamata dal suo supervisore Maria, che gli assegna una missione (per sostituire il collega Carver, impossibilitato per motivi medici): salire su di un treno-proiettile della tratta Tokyo-Kyoto e rubare una valigetta. All'uomo viene assegnato il nome in codice di Ladybug, il quale recupera dall'armadietto indicatogli tutto l'occorrente necessario per la missione, tranne la pistola (per motivi psicologici).
Una ragazza (nome in codice Prince) è seduta in un vagone in prima classe, quando Yuichi le si avvicina per spararle, ma lei lo stordisce con un taser; Yuichi aveva ricevuto un biglietto in ospedale, secondo cui avrebbe trovato il responsabile dell'incidente al figlio su quel treno. La ragazza ammette di essere stata lei a spingere suo figlio, con il preciso intento di attirarlo lì per costringerlo a eliminare Morte Bianca, un capo della yakuza. Se Yuichi rifiuterà Prince farà uccidere Wataru da un suo sicario. Yuichi si rassegna a collaborare e Prince gli consegna una pistola con una microcarica esplosiva all'interno. 
Una bizzarra coppia di killer, Lemon e Tangerine, si rilassa e chiacchiera su un'altra carrozza dopo aver salvato il figlio di Morte Bianca e recuperato il riscatto contenuto in una valigetta con l'adesivo di un trenino, con l’obiettivo di consegnarli a Kyoto dove il boss li sta aspettando; la valigia è l'obiettivo di Ladybug, che gliela ruba durante una distrazione. I due sicari si accorgono del furto, la cercano senza trovarla, tornano al loro posto e trovano il Figlio di Morte Bianca ucciso. Lemon ricorda di aver notato Ladybug, Tangerine lo identifica e parte alla sua ricerca. Lemon crede anche che Ladybug sia l'assassino del ragazzo, ha una prima colluttazione con lui durante la quale ha la peggio e viene steso. Ladybug mette del sonnifero nella sua bottiglietta d'acqua e se ne va per scendere dal treno, ma si ritrova contro Wolf, un killer che cerca gli assassini di sua moglie e del suo capo, uccisi nel giorno del suo matrimonio; ricordandosi di averlo visto quel giorno, Wolf attacca Ladybug che lo uccide per sbaglio.
Prince ha preso la valigetta con i soldi, la porta nel suo scompartimento e piazza una carica esplosiva all'interno, dicendo a Yuichi che sarà la valigetta a uccidere Morte Bianca mentre lui sarà solo un diversivo sacrificabile. Lemon si sveglia, si imbatte in Yuichi e Prince e chiede della valigia, Prince mente però Lemon si rende conto che ce l'hanno loro. Tuttavia, quando sta per riaverla sviene all'improvviso, avendo bevuto l'acqua con il sonnifero. Prince ne approfitta e gli spara al petto.
Ladybug ricorda di essersi scontrato con una persona travestita da mascotte Momomon e capisce che questa persona è Hornet, un'assassina specializzata in veleni; lei ha ucciso il figlio di Morte Bianca, ed era anche al matrimonio di Wolf, dove compì la strage. In quel momento li due si incontrano: Hornet inietta il veleno a Ladybug, ma lui fa in modo di contagiarla a sua volta, e quando Hornet prende l'antidoto per curarsi, Ladybug glielo sottrae e se lo inietta per primo, lasciandola morire avvelenata.
Tangerine riceve una telefonata da Morte Bianca; il boss li aspetta all'ultima stazione per eliminarli e ha pagato tutti i passeggeri per scendere, svuotando il treno. Il killer trova il corpo di Lemon e scopre che Prince gli ha sparato, ma questa si imbatte in Ladybug, e fingendosi una ragazzina innocente lo convince a salvarla. Nella colluttazione parte un colpo di pistola che colpisce Tangerine alla gola, uccidendolo.
A questo punto sale sul treno il padre di Yuichi e nonno di Wataru (il Vecchio), e si siede vicino a Prince; in passato era stato un membro dello stesso clan ora guidato da Morte Bianca, ed è l’unico sopravvissuto  alla strage perpetrata da quest'ultimo per raggiungere il potere, inoltre il nuovo boss fece uccidere sua moglie, che prima di morire nascose il piccolo Yuichi, che l'uomo trovò. La ragazza lo ricatta come con il figlio, ma il Vecchio rivela di aver lasciato una sicaria travestita da infermiera a guardia del bambino, che ora è al sicuro. Prince non riesce a contattare il suo scagnozzo e prende la pistola che aveva dato a Yuichi (ferito non mortalmente e ora sveglio) per uccidere Morte Bianca da sola. Lemon si risveglia frastornato per il sonnifero, ma indenne grazie al giubbotto antiproiettile.
Il treno si sta avvicinando a Kyoto, così il Vecchio convince Ladybug, Yuichi e Lemon a mettere da parte le ostilità e combattere Morte Bianca insieme a lui. Il boss sale a bordo con i suoi seguaci. Prince litiga con lui, perché è sua figlia, ma non è stata mai considerata dal padre. Questi scende sul marciapiede dove Ladybug consegna la valigetta agli scagnozzi; Morte Bianca spiega che il suo obiettivo era vendicare la morte della sua amata moglie e che aveva assoldato su quel treno tutti coloro che avevano avuto una minima parte in quella storia per far sì che si uccidessero a vicenda: Tangerine e Lemon avevano fatto una strage dei suoi complici in Bolivia, obbligandolo a partire; il Figlio si era fatto arrestare per l'ennesima volta, e aveva chiamato la moglie per farsi togliere dai guai, e lei era uscita con la macchina del marito che era stata investita da Carver, incaricato di uccidere Morte Bianca; Hornet invece aveva ucciso l'unico chirurgo che poteva salvarla.
Due scagnozzi aprono la valigetta facendola esplodere; l'onda d'urto scaglia Ladybug di nuovo sul treno; Morte Bianca risale a bordo e attacca tutti con i suoi uomini. Durante la lotta, Lemon prende i comandi del treno per farlo partire, ma poi non riesce a frenare e per salvare Ladybug che sta per essere ucciso da uno degli uomini di Morte Bianca gli si lancia contro ed entrambi vengono risucchiati fuori dalla porta del treno precipitando da un ponte. Alla fine il treno si schianta contro la fine del binario e precipita nelle strade di Kyoto travolgendo alcuni edifici. A questo punto, Morte Bianca, Ladybug, il Vecchio e Yuichi si ritrovano faccia a faccia; Morte Bianca sta per uccidere tutti con la pistola presa alla figlia, ma Ladybug gli rivela che lui sta solo sostituendo Carver; Morte Bianca gli spara comunque, ma la carica predisposta da Prince gli fa saltare la faccia. Ricompare Prince, felice per la morte dell'odiato padre e pronta a eliminare tutti con una mitragliatrice per prendere il comando del clan, ma all'improvviso un furgone di mandarini la investe e la uccide. Mentre i soccorsi arrivano, Ladybug è raggiunto da Maria, il suo supervisore, con cui finalmente può parlare faccia a faccia, dopo l'ennesimo alternarsi di fortuna e sfortuna (argomento su cui ha dibattuto per tutto il film).
In una scena a metà dei titoli di coda, il furgone dei mandarini si ferma; alla guida c'era Lemon, che è sopravvissuto alla caduta dal treno finendo in un fiume, ed è salito a bordo del furgone considerandolo un segno del destino per vendicare la morte di Tangerine (in inglese, "mandarino").

## Produzione
Le riprese del film sono iniziate il 16 novembre 2020 a Los Angeles e sono terminate nel marzo 2021.
Il budget del film è stato di 85 milioni di dollari.

## Promozione
Il primo teaser trailer del film è stato diffuso il 25 febbraio 2022, mentre il trailer esteso è stato diffuso il 2 marzo 2022.

## Distribuzione
L'uscita della pellicola, inizialmente fissata per l'8 aprile 2022, è stata prima posticipata al 15 luglio successivo, e poi al 5 agosto 2022 negli Stati Uniti e al 25 agosto 2022 in Italia.

## Accoglienza

### Critica
Sull'aggregatore Rotten Tomatoes il film riceve il 54% delle recensioni professionali positive con un voto medio di 5,6 su 10 basato su 317 critiche, mentre su Metacritic ottiene un punteggio di 49 su 100 basato su 61 critiche. Anche in Italia il film ha ricevuto recensioni contrastanti. Emanuele Di Porto su Sentieri Selvaggi, infatti, scrive che: "Bullet Train non può fermarsi un attimo, nel timore di rivelare la sua evanescenza. Il suo ritmo rutilante è la condanna di tutto il cinema di David Leitch".

### Incassi
Bullet Train ha incassato 103368602 $ nel Nord America e 135900000 $ nel resto del mondo, per un totale di 239268602 $.

## Riconoscimenti
- 2022 - E! People's Choice Award[11][12]
  - Candidatura per il miglior film
  - Candidatura per il miglior film d'azione
  - Candidatura per la miglior attrice a Joey King
  - Candidatura per il miglior attore a Brad Pitt
  - Candidatura per il miglior attore/attrice in un film d'azione a Joey King
- 2023 - Critics Choice Super Award[13]
  - Candidatura per il miglior film d'azione
  - Candidatura per il miglior attore in un film d'azione a Brad Pitt
  - Candidatura per la miglior attrice in un film d'azione a Joey King
  - Candidatura per il miglior villain a Joey King
- 2023 - MTV Movie & TV Award[14]
  - Candidatura per la miglior performance rivelazione a Bad Bunny
  - Candidatura per il miglior combattimento a Brad Pitt e Bad Bunny
- 2024 – Saturn Award[15]
  - Candidatura per il miglior film d'azione/di avventura